# Who Framed Roger Rabbit
Who Framed Roger Rabbit is een Amerikaanse film uit 1988, geproduceerd door Amblin Entertainment en The Walt Disney Company. De film combineert liveactionbeelden met animatie en is een hommage aan de golden age of American animation (1937-1948). Het is een komedie en tegelijk een film noir-detectiveverhaal in de stijl van dezelfde periode. Het verhaal is losjes gebaseerd op de roman Who Censored Roger Rabbit?.
Doordat meer dan de helft van de scènes uit speciale effecten bestaat en er veel gepionierd werd, steeg het budget naar $ 50,6 miljoen. Daarmee was Roger Rabbit destijds een van de duurste films ooit gemaakt.
De film won o.a. drie Academy Awards en luidde voor Walt Disney Pictures een nieuw decennium in van animatiefilms. In 2016 werd de film toegevoegd aan het National Film Registry van de Library of Congress.

## Verhaal
De film speelt zich af in het Los Angeles van 1947. In de realiteit waarin de film zich afspeelt, wonen tekenfilmpersonages, “Toons” genaamd, in dezelfde wereld als “echte” personages. Een deel van Los Angeles is zelfs geheel aan hen gegeven en staat bekend als Toontown. Ze verdienen hun brood door in tekenfilms te acteren.
Een van de bekendste Toons is het konijn Roger Rabbit, die de ster is van zijn eigen tekenfilmreeks. De laatste tijd kan hij zich echter niet concentreren op zijn werk. Om te ontdekken waarom, huurt R.K. Maroon, de studiobaas en eigenaar van Maroon Cartoons, de chagrijnige privé-detective Eddie Valiant in. Eddie was ooit een van de bekendste detectives van Hollywood. Hij en zijn broer Teddy hielpen honderden Toons met hun problemen. Sinds Teddy enkele jaren geleden door een Toon werd vermoord, is Eddie zwaar gaan drinken en koestert hij een diepe antipathie tegen tekenfilmfiguren. Hij neemt de klus dan ook met tegenzin aan omdat hij geld nodig heeft om zijn schuld bij de barvrouw en vriendin Dolores in te lossen. 
Al snel verkrijgt Eddie fotografisch bewijs dat Rogers vrouw, Jessica Rabbit (die anders dan haar naam doet vermoeden geen konijn is maar getekend is als mens), een "relatie" heeft met Marvin Acme, de eigenaar van de Acme Company en van Toontown. Wanneer Roger dit ontdekt, is hij razend en zweert zijn vrouw terug te zullen krijgen.
De volgende dag blijkt Marvin te zijn vermoord, en Roger lijkt de dader te zijn. Een sinistere rechter, Judge Doom genaamd, maakt het zijn taak Roger op te sporen, te berechten en meteen te executeren. Doom onthult tevens dat hij een manier heeft gevonden om Toons te kunnen vernietigen, iets wat tot dusver voor onmogelijk werd gehouden. Zijn uitvinding is een mengsel, genaamd “de dip” (een mengsel van terpentine, aceton en benzeen), die een Toon geheel oplost. Doom stuurt zijn handlangers, vijf Toon-wezels, eropuit om Roger te vinden. Als Eddie thuis komt, wordt hij aangesproken door Baby Herman, die zweert dat Roger onschuldig is en dat het allemaal een verdoken poging is om het testament van Acme te verdonkeremanen. Eddie wil er niets mee te maken hebben en stuurt Herman wandelend weg. Hij ontdekt niettemin op zijn foto's dat Acme wel degelijk het testament op zak had, maar wil er zich niet meer mee bemoeien. Hij klapt zijn bed uit en ontdekt Roger die er zich verborgen in hield.. Hij beweert van niets te weten over de moord op Marvin, en smeekt Eddie om hulp. Eddie helpt Roger met forse tegenzin (zeker wanneer Roger zichzelf aan Eddie vastketent met oude handboeien) en verstopt hem in de bar van zijn vriendin en gaat op onderzoek uit. Bij zijn onderzoek ontdekt hij dat Marvin’s testament, waarin hij Toontown na zou laten aan de Toons, daadwerelijk verdwenen lijkt te zijn. Erger nog, Dolores gaat bij het stadhuis informatie inwinnen; Als het testament niet voor middernacht opduikt, komt Toontown automatisch in handen van een bedrijf, genaamd Cloverleaf Industries. Tevens ontdekt Eddie dat Maroon Jessica dwong een relatie aan te gaan met Marvin omdat hij anders Rogers carrière zou ruïneren.
Eddie helpt Roger opnieuw van een gewisse dood. Judge Doom speurt naar Roger in een bar. Hij maakt gebruik van de sterke aandrang bij toons tot afsluiting. Doom tikt herhaaldelijk met zijn wandelstok de eerste 5 noten van de bekende toonreeks Shave and a Haircut, Roger houdt het niet meer en komt tevoorschijn uit zijn schuilplaats. Even lijkt Judge Doom de overhand te hebben, maar Eddie redt Roger met een glas alcohol. Vervolgens gaat hij naar Maroon en confronteert hem met zijn bevindingen. Deze geeft toe dat hij Jessica had aangezet tot de relatie, maar hij wilde de foto’s die Eddie had gemaakt enkel om Marvin te chanteren. Voor hij meer kan vertellen, wordt hij doodgeschoten door iemand die buiten staat. Eddie achtervolgt de schutter naar Toontown. Daar ontdekt hij dat de schutter niemand minder was dan Judge Doom. Doom is ook de ware moordenaar van Marvin.
Wanneer Eddie en Jessica Toontown verlaten, worden ze gevangen door Doom en zijn wezels. Hij neemt ze mee naar een pakhuis alwaar hij zijn grote plan onthult. Hij is de eigenaar en enige aandeelhouder van Cloverleaf, en straks dus ook van Toontown. Hij maakt bekend Toontown te willen verwoesten met een groot dipkanon zodat er een snelweg kan worden aangelegd, waarvoor hij ook de Red Car tramdienst heeft overgenomen om het te ontmantelen, zodat men zijn snelweg zou moeten gaan gebruiken, van Los Angeles naar Pasadena. Roger komt Eddie en Jessica te hulp, maar wordt ook gevangen. Doom beveelt de wezels om Jessica en Roger eerst te doden voor ze met de vernietiging van Toontown beginnen.
Eddie herinnert zich dat de wezels een van de weinige Toons zijn die zich letterlijk dood kunnen lachen, en voert een komische show op die de wezels al snel fataal wordt. Vervolgens vecht hij het uit met Doom. Doom wordt tijdens hun gevecht geplet onder een stoomwals, maar staat weer gewoon op. Hij blijkt zelf een Toon te zijn; dezelfde Toon die Eddies broer Teddy vermoord heeft. De Toon-Doom heeft duidelijk de overhand in het gevecht, totdat Eddie de hoofdkraan van het vat met dip weet open te slaan met een toonhamer, en Doom de volle laag geeft. Doom smelt weg en enkel zijn menselijke vermomming blijft over.
De politie arriveert, evenals een grote groep Toons. Rogers naam wordt gezuiverd. Marvins testament duikt eindelijk op wanneer blijkt dat Roger het al die tijd bij zich had, denkende dat het een blanco papier was voor zijn liefdesbrief op te schrijven (Marvin had het geschreven met zijn speciale verdwijnende en verschijnende inkt waardoor het papier eerst blanco leek). Toontown wordt officieel aan de Toons gegeven en dit wordt uitbundig gevierd. Enkele toon-agenten begeleiden de overige Toons naar Toontown terug, onder hen ene Porky Pig, die zijn gekende zijn (That's All Folks!) ogenschijnlijk op dat moment verzint en de film besluit.

## Rolverdeling

### Stemacteurs
| Acteur            | Personage                   |
| ----------------- | --------------------------- |
| Charles Fleischer | Roger Rabbit, Benny The Cab |
| Kathleen Turner   | Jessica Rabbit              |
| Amy Irving        | Jessica Rabbit              |
| David L. Lander   | Wezel                       |
| Charles Fleischer | Wezel                       |
| Fred Newman       | Wezel                       |
| June Foray        | Wezel                       |
| April Winchell    | Baby Herman                 |
| Lou Hirsch        | Baby Herman                 |
| April Winchell    | Mrs. Herman                 |
| Wayne Allwine     | Mickey Mouse                |
| Tony Anselmo      | Donald Duck                 |
| Mel Blanc         | Bugs Bunny, Daffy Duck      |
| Mae Questel       | Betty Boop                  |

## Achtergrond

### Productie
De film is geïnspireerd op de roman Who Censored Roger Rabbit? waar Disney in 1981 de rechten op had gekocht. Disney-films waren al een tijd niet meer succesvol en het bedrijf had serieus overwogen om hiermee te stoppen. Deze film zou daar echter verandering in brengen. Steven Spielberg wist concurrerende studio’s te overtuigen om hun tekenfilmfiguren samen in dezelfde film op te laten treden. Voorwaarde was wel dat ze gelijkwaardig gepositioneerd zouden worden.
De live-action scènes werden geregisseerd door Robert Zemeckis. De binnenscènes werden vooral opgenomen in de Cannon Elstree film studios in Hertfordshire, Engeland. De buitenscènes werden op locatie opgenomen in Los Angeles.
Hoewel Disney de studio was achter de film, werden de animaties grotendeels gedaan in Londen. Meer dan 100 individuele stukjes film werden optisch gecombineerd om de animatie- en live-action scènes te combineren. De animatiepersonages werden met de hand getekend en achteraf werden analoge optische effecten zoals schaduwen toegevoegd om de tekenfilmpersonages een meer 3D uiterlijk te geven. De film werd gemaakt in een tijd dat digitale animatie nog maar in de kinderschoenen stonden. Het is wel overwogen om hier gebruik van te maken maar omdat de film een hommage aan de cartoons van jaren veertig (de hoogtijdagen) moest zijn werd gekozen voor handgetekende cartoons.
Walt Disney had o.a. in 1964 met Mary Poppins al een hybride animatiefilm (combinatie tussen animatie en live-action) gemaakt maar hierin waren de scènes zeer beperkt gebleven. Met Roger Rabbit ging men een stap verder. Bijna de helft van de film bestond uit hybride scenes, er was veel meer fysieke interactie tussen mensen, cartoonfiguren en voorwerpen en om het nog moeilijker te maken bleef de camera niet op een vaste positie maar bewoog deze mee in de scenes.
Om de fysieke interactie en het oogcontact geloofwaardig te maken werden de scènes dubbel opgenomen. Eerst werd de scène opgenomen met behulp van een pop die de plek van het cartoonfiguur innam en vervolgens zonder pop. Beide scènes werden vergeleken en als het oogcontact en de andere bewegingen nog steeds overeenkwamen werd deze goedgekeurd. Hierna ging de tekenstudio aan de slag om het cartoonfiguur te tekenen. Dit ging natuurlijk niet altijd goed en om oogcontact tussen persoon en cartoon toch weer te laten kloppen werd het cartoonfiguur hoger geplaatst of stak deze zijn hand omhoog zodat de acteur hiernaar leek te kijken.
Een extra uitdaging was dat men besloot om de camera te laten bewegen. Dit zorgde voor extra moeilijkheid voor de tekenaars die de cartoonfiguren achteraf gingen intekenen. Veel voorwerpen moesten bewegen, uit elkaar vallen of verschuiven tijdens de opnamen. De voorwerpen hadden ingebouwde radiografisch bestuurde mechanieken, hingen aan touwen of waren op stokken gemonteerd die door mensen via een opening vanonder de vloer gedragen werden. Andere voorwerpen zaten vast aan een robotarm. Het oorspronkelijke budget was 30 miljoen dollar maar door alle uitdagingen liepen de productiekosten op tot boven de 50 miljoen.

### Impact
Who Framed Roger Rabbit was een groot succes en zorgde ervoor dat animatiefilms opnieuw populair werden bij het grote publiek. Sinds de jaren zestig waren de meeste Amerikaanse animatiefilmstudio's over hun hoogtepunt heen. Nieuwere studio's maakten vooral tekenfilms voor kinderen en door de lage budgetten waren veel van deze producties van mindere kwaliteit. Zelfs bedrijven als The Walt Disney Company dachten erover om te stoppen met het maken van grote animatiefilms. Het succes van Roger Rabbit zorgde echter voor een ware renaissance voor het genre. Ook voor de Disney-studio's die deze film produceerden in samenwerking met Steven Spielberg's Amblin Entertainment.
Doordat het verhaal zich afspeelt tijdens het gouden tijdperk van de animatiefilm (jaren 1930, 1940, 1950) bracht Roger Rabbit ook vele klassieke tekenfilms uit deze periode opnieuw onder de aandacht. Roger Rabbit is een met liefde gemaakte hommage aan de animatiefilm, met ontelbare verwijzingen en knipoogjes naar het genre. Om dezelfde sfeer op te roepen werden alle animaties met de hand gemaakt, net zoals dat destijds gebeurde. Het team van tekenaars had hier twee jaar voor nodig. Technisch was de film een heel karwei en er werd veel moeite gedaan om de interactie tussen de echte mensen en tekenfilmfiguren zo realistisch mogelijk in beeld te brengen. De film kreeg dan ook drie Oscars voor de film editing, geluidsediting en de visuele effecten.
Roger Rabbit bevat cameo's van vele beroemde tekenfilmfiguren uit die jaren, zowel van Disney (Mickey Mouse, Donald Duck, Goofy, Dumbo, Pinocchio, Bambi,...) als andere studio's (Bugs Bunny, Daffy Duck, Porky Pig, Betty Boop, Koko the Clown, Droopy, Woody Woodpecker, Tweety, Yosemite Sam, de Road Runner en Wile E. Coyote,...) Roger Rabbit is de enige film waarin tekenfilmfiguren van meerdere studio's officieel samen in beeld verschijnen. De opvallendste afwezige tekenfilmfiguren uit deze gouden periode van de tekenfilm zijn Felix de Kat, Popeye en Tom & Jerry, waarvoor men de rechten niet kon vrijkrijgen. 
De cast van Fantasia (film) passeert ook de revue, waaronder de ballerina's nijlpaarden en struisvogels, de betoverde bezems (die hilarisch genoeg aan het werk werden gezet om een studiogebouw op te vegen).
De film was de laatste grote rol voor stemacteurs Mel Blanc en Mae Questel. Het was ook de op een na laatste film met acteurs Alan Tilvern en Stubby Kaye.

### Spin-offs
In 1991 schreef Gary Wolf, de auteur van Who Censored Roger Rabbit?, een tweede verhaal over Roger Rabbit naar aanleiding van de film. Dit verhaal, Who P-P-P-Plugged Roger Rabbit?, stond los van het vorige verhaal.
Disney Comics publiceerde ter promotie van hun nieuwe Roger Rabbit-stripreeks de graphic novel Roger Rabbit: The Resurrection of Doom. Deze novel speelde in op de oorsprong van Judge Doom. Vervolgens publiceerde Disney Comics twee stripseries getiteld Roger Rabbit en Roger Rabbit's Toontown.
De film werd opgevolgd door drie korte tekenfilms met Roger in de hoofdrol.

### Prequel
Een prequel getiteld Roger Rabbit II: Toon Platoon stond op de planning voor 1992. Deze film zou zich af gaan spelen in 1940, en zou draaien om Roger die een complot ontdekt van een groep Nazi's. Spielberg had echter net daarvoor Schindler's List gemaakt, en was tegen het plan om nu een film te maken met cartoonachtige nazi’s erin.
In 1994 waren er plannen voor een film getiteld Who Discovered Roger Rabbit. Deze film zou draaien om Roger die op zoek gaat naar zijn moeder tijdens de Grote Depressie. De plannen werden echter steeds verder uitgesteld, en toen in 1999 bleek dat het budget waarschijnlijk over de 100 miljoen dollar zou gaan werd het plan geheel afgeblazen.

### Trivia
- In de film zijn cartoonfiguren van verschillende concurrerende studio’s te zien, zoals van Warner Bros., MGM en Walt Disney. Om te voorkomen dat de figuren van de ene studio prominenter in beeld zouden komen dan die van een andere werden compromissen gesloten. De figuren van Walt Disney en Warner Bros. zijn vaak samen in dezelfde scène te zien. Omdat zowel Mickey Mouse als Bugs Bunny in de film een rol spelen en even bekend zijn bij het publiek, werd er afgesproken dat beide personages evenveel zinnen tekst zouden krijgen. Dit gebeurde ook effectief. Een ander voorbeeld is de pianoscene met Donald Duck en Daffy Duck.
- Het uiterlijk van Roger Rabbit is samengevoegd uit dat van andere cartoonfiguren. Hij heeft de handschoenen van Mickey Mouse, de broek van Goofy, het haar van Droopy, de wangen van Bugs Bunny.
- De stem van Roger Rabbit werd ingesproken door Charles Fleischer. Om in zich goed in te leven ging hij tijdens de opnamen altijd verkleed als Roger. Hij sprak ook de stemmen van de wezels en de taxi in.
- Droopy krijgt ook een rol in de film, meer bepaald als bellboy in het hotel in Toontown. Ook Tweety Bird doet haar eigen cameo.
- De opening van de film met de opname van een Baby Herman & Roger Rabbit cartoon bevat elementen uit diverse cartoons, inclusief enkele die men niet in de film op kon nemen, zoals hoe de 'mama' wordt geportretteerd met enkel de benen, zoals vaak gebeurt in Tom en Jerry bijvoorbeeld. Ook de humor rond de oven die 'vulkanisch heet' kan worden leunt hierbij aan.
- Marvin Acme verwijst naar de gekende 'leverancier' van cartoonproducten in diverse cartoons, waaronder het draagbare gat, de bokshamer, een zingend zwaard met het uiterlijk van Frank Sinatra, de ongelooflijk sterke lijm, en zo voorts. R.K. Maroon is op zijn beurt een persiflage van een toenmalig hoofd van een animatiestudio en waar Acme Warner Bros vertegenwoordigt, was Maroon bedoeld voor Disney en MGM. Het feit dat hun respectievelijke terreinen ook nog eens tegenover elkaar liggen, sluit aan bij de compromissen om alle Toonhuizen gelijkmatig te verdelen.
- De titel van de film klinkt als een vraag maar het vraagteken is op verzoek van de regisseur weggelaten.
- Het restaurant waar de hoofdpersonen aan het begin van de film zitten is de Brown Derby waar foto’s hangen van de vele bekende sterren die er gegeten hebben. In de film hangen hier het portret van Roger Rabbit, Mickey Mouse en de makers van de film.
- Aan het einde van de film komen diverse Toons kijken naar de restanten van Doom, waaronder Bugs Bunny, Pinocchio, Woody Woodpecker, Goofy, Mickey Mouse, Porky Pig, Boris Boef (de laatste 2 als agent), en vele anderen.
- Met de ingrediënten voor de dip, aceton, terpentine en benzeen, kan inderdaad inkt, verf en kleurstof (waarmee toons worden getekend) worden verwijderd.
- In 2022 verscheen de film Chip 'n Dale: Rescue Rangers op de streamingdienst Disney+. Deze film bevatte veel inspiratie uit Who Framed Roger Rabbit, met onder andere de vele cameo's van tekenfilmfiguren. Ook het personage Roger Rabbit (tevens weer ingesproken door Charles Fleischer) verscheen in de film, en wordt er een referentie naar Jessica Rabbit gemaakt.

## Prijzen en nominaties
1988
- De Best Cinematography Award
- De Special Award – gewonnen

1989
- Zes Academy Awards:
  - Beste geluidseffecten – gewonnen
  - Beste visuele effecten – gewonnen
  - Beste filmmontage – gewonnen
  - Beste productieontwerp
  - Beste cinematografie
  - Beste geluid
- Een Special Achievement Award
- De Eddie Award voor Best Edited Feature Film
- Vijf British Academy Film Awards
  - Beste special effects – gewonnen
  - Beste cinematografie
  - Beste montage
  - Beste productieontwerp
  - Beste screenplay
- De BMI Film Music Award – gewonnen
- De CFCA Award – gewonnen
- De César voor beste buitenlandse film
- De David di Donatello voor beste producer – buitenlandse film – Gewonnen
- De DGA Award voor Outstanding Directorial Achievement in Motion Pictures
- De Evening Standard British Film Award voor beste acteur (Bob Hoskinds) - gewonnen
- De Golden Globe voor Best Motion Picture - Comedy/Musical
- De Golden Globe voor Best Performance by an Actor in a Motion Picture (Bob Hoskins)
- De Golden Screen Award - gewonnen
- De Grammy Award voor Best Album of Original Instrumental Background Score Written for a Motion Picture or Television
- De Hugo Award voor Best Dramatic Presentation
- De Kids' Choice Award voor favoriete film
- De Golden Reel Award voor Best Sound Editing – gewonnen
- De WGA Award voor Best Screenplay Based on Material from Another Medium.

1990
- Acht Saturn Awards:
  - Beste regisseur – gewonnen
  - Beste fantasyfilm – gewonnen
  - Beste special effects – gewonnen
  - Beste acteur (Bob Hoskins)
  - Beste muziek
  - Beste mannelijke bijrol (Christopher Lloyd)
  - Beste vrouwelijke bijrol (Joanna Cassidy)
  - Beste script

2003
- De DVDX Award voor beste menuontwerp